# Ekeberg krigskirkegård
Ekeberg krigskirkegård var en krigskirkegård for tyske soldater faldet i Norge i forbindelse med 2. verdenskrig, på Ekeberg i Oslo, Norge. Oprettelsen blev kundgjort i Deutsche Zeitung in Norwegen den 20. maj 1940. Kirkegården kom til at strække sig over hele 9,50 hektar, og blev dermed den største gravlund i Norge. Den er anlagt lige ved Ekebergrestauranten, bagved Sjømannsskolen. Den havde, da den blev nedlagt i 1952/1953, 2.956 grave, som blev flyttet til Alfaset krigskirkegård efter krigen.

## Oprettelsen
Der var et betydeligt antal tyske faldne i Osloområdet efter invasionen, hvad der særligt skyldtes sænkningen af "Blücher". Der blev oprettet midlertidige krigsgrave på Vestre gravlund, hvor kister blev sat to og to ned i gravene. Den 16. april blev 270 faldne gravlagt der, og 19. april kom yderligere halvtreds faldne. Det fortsatte så med enkeltbegravelser gennem april og maj.
Oslo kommune forsøgte at få lagt den permanente krigskirkegård udenfor selve byen, i bydele som Huseby, Sogn eller Grefsen. Men tyskerne havde tidligt bestemt sig for Ekeberg. "Vi tyskere skal ligge højt og frit," udtalte Ortsgruppenleiter Eberhard Günther Kern på korrekt norsk. Han var flyttet til Norge i 1923 som sproglærer og havde oversat Mein Kampf til norsk.  Kern var kommet på kant med både tyske og norske nazister; men nu var det ham, der bestemte.  Han blev udvist til Tyskland i 1947. 
Det meste af krigskirkegården, fra tysk side kaldt en Ehrenfriedhof (= æreskirkegård), blev lagt på kommunens grund. Nogen privat ejendom blev eksproprieret, og villaen Bellevue bag Sjømannsskolen blev nedrevet. Firmaet Norske Hager fik opgaven med at forberede kirkegården.
I slutningen af maj begyndte flytningen af de faldne fra Vestre gravlund til Ekeberg. Under den første højtidelighed på Ekeberg opdagede Nikolaus von Falkenhorst, at der manglede en appelplads, og dette blev indarbejdet i planerne. Kirkegården var anlagt i terrasser på begge sider af en stor trappe. På toppen af trappen var et plateau med et flere meter højt kors, og et relief med hagekors og den tyske ørn. Over hver grav var der et kors med tag  – et såkaldt "mønekors". 

## Ceremonier
Der blev afholdt en række ceremonier på krigskirkegården. De vigtigste, årligt tilbagevendende ceremonier var på "heltemindedagen" i marts, årsdagen for invasionen 9. april og mindedagen for de faldne i Ølkælderkuppet 9. november. Der var kransenedlæggelser på Ekeberg under Joseph Goebbels', Himmlers og Reinhard Heydrichs besøg i Norge. Goebbels kom i november 1940,  Himmler i februar 1941,  og Heydrich i september 1941. 

## De æreløse
Soldater som døde "uden ære", hvilket næsten uden undtagelse vil sige dem, som blev dødsdømt af en tysk krigsret, blev ikke gravlagt på Ekeberg. 105 tyskere og østrigere blev under sådanne omstændigheder stedt til hvile på Vestre gravlund og 68 på Grefsen kirkegård.

## Flytning
Efter krigsafslutningen var der et stærkt ønske om at flytte krigskirkegården, dels for ikke at have en tysk krigskirkegård med så flot en beliggenhed, dels fordi man ønskede at genvinde det mistede friareal. Sommeren 1945 blev det venstre trappeløb sprængt i luften av nogle drenge som en protest mod det storslåede monument over fjendens soldater, men ellers fik kirkegården lov til at være i fred. Tyske soldater som ventede på hjemsendelse, tog sig af stedet. En artikel i Dagbladet 11.maj 1946 skitserede flere forslag til at blive af med æreskirkegården: "Det er et folkekrav at få kirkegården væk." 
Et forslag om at flytte de faldne til Tyskland gik ikke gennem. Man overvejede at kremere ligene for at gøre det lettere at flytte dem, men dette viste sig umuligt. Det er svært at kremere lig, der har ligget så længe som fem år i jorden. Dertil var op mod 40% af de faldne katolikker, og den katolske kirke tillod frem til 1963 ikke kremation. Som en nødløsning blev det foreslået at fjerne dele af anlægget, så det blev mindre prangende; men det løste ikke problemet med friarealet.
Løsningen kom, efter at Oslo kommune i 1950 opkøbte to gårde, Arveset og Grav, for at anlægge en ny gravlund. I 1951 blev det foreslået at flytte krigsgravene dertil. Dette blev vedtaget i 1952, og den tyske krigskirkegård blev dermed den første del af Alfaset gravlund, som blev taget i brug. Det tog tyve år, før resten af gravlunden blev taget i brug. 
Opgravningen af de døde og flytningen skete som natarbejde i løbet af september og oktober 1952, og krigskirkegården på Alfaset blev færdiggjort i løbet af 1953. Her har nynazister senere afholdt markeringer.  Efter flytningen blev næsten alle spor efter anlægget på Ekeberg fjernet. Terrasserne blev fjernet, og trappeanlægget overladt til naturen. Nogle steder kan man finde rester efter mure og trapper under vegetationen.
Planen for Ekeberg skulptur- og kulturminnepark  omfatter også æreskirkegården. Oslos byantikvar har anbefalet en genopbygning af det tilgroede trappeanlæg. Til sammenligning blev den tyske æreskirkegård i Trondheim helt udslettet. 